# Téléphérique de Svetlogorsk
Le téléphérique de Svetlogorsk (en russe : Канатная дорога в Светлогорске, en allemand : Seilbahn Swetlogorsk), ou de son ancien nom téléphérique de Rauschen (en allemand : Seilbahn Rauschen), est un téléphérique située à Svetlogorsk, dans l'okroug urbain de Svetlogorsk, dans l'oblast de Kaliningrad en Russie. Imaginé dès le tout début du XXe siècle afin d'aider à la descente vers la mer, il est opérationnel sous la forme d'un funiculaire dès 1912 alors que la ville, nommée alors Rauschen, devient une importante station balnéaire dans ce qui était alors la province de Prusse-Orientale dans l'Empire allemand. La ligne fonctionne jusqu'en 1983, année où elle est rénovée et rouverte la même année, sous la forme cette fois-ci d'un téléphérique. 
Entre 2010 et 2014, la ligne subit d'importantes réparations, et il rouvre après quatre années de réhabilitation le 6 juin 2014. Il est sous la gestion de la ville de Svetlogorsk, et son terminus en haut communique avec la gare de Svetlogorsk II située en face. Il est aujourd'hui un symbole de la ville.

## Localisation
Le téléphérique est situé dans l'okroug urbain de Svetlogorsk, sur la ville de Svetlogorsk, en péninsule de Sambie. Placée dans le cœur du centre prussien de la ville, il se trouve près des hôtels et autres bâtisses d'époque. Se situant sur le versant d'une colline, il rejoint le plateau où se situe la ville, à la plage située en contrebas avec sa promenade, très touristique, sur la mer Baltique.

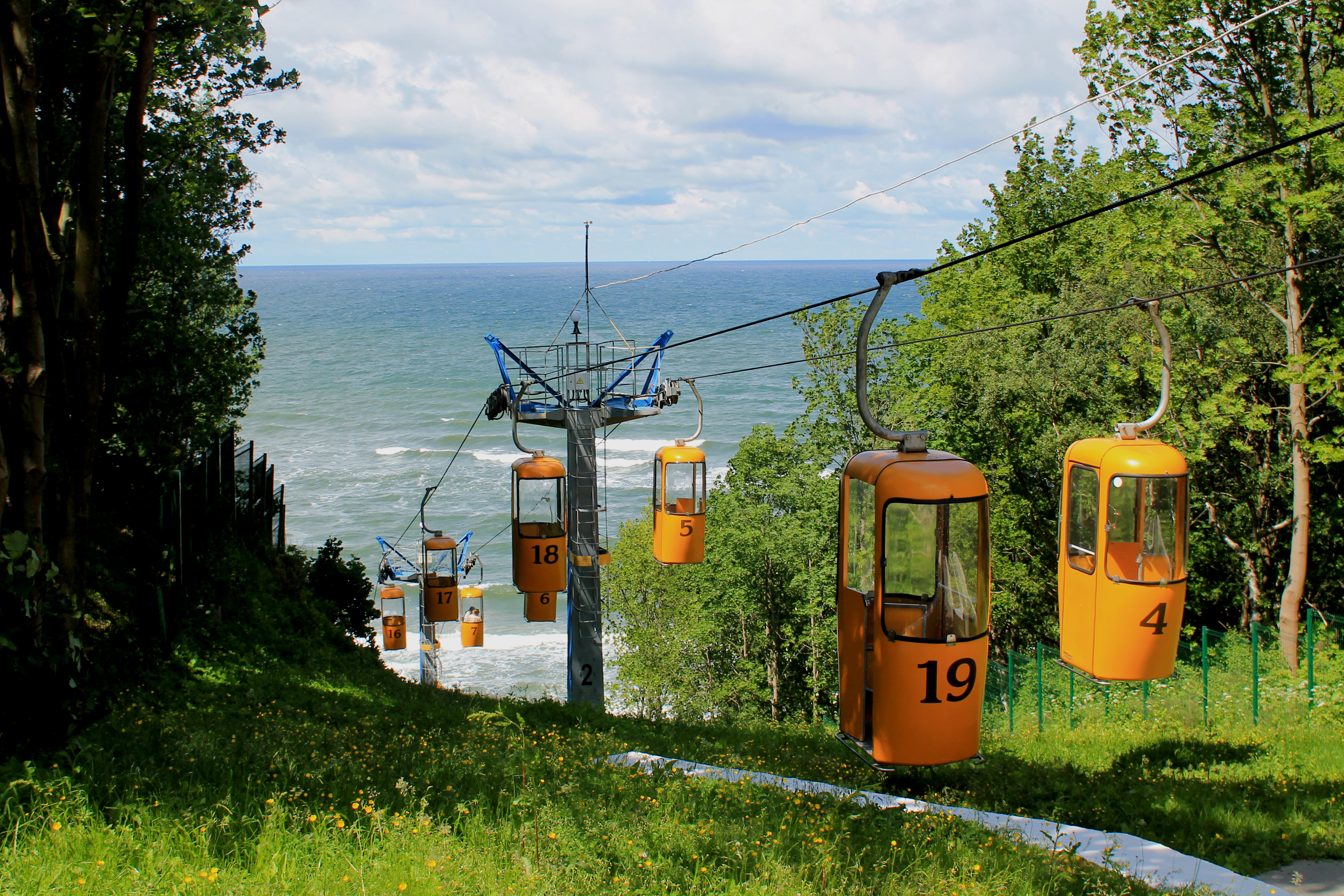
Le téléphérique et la mer.
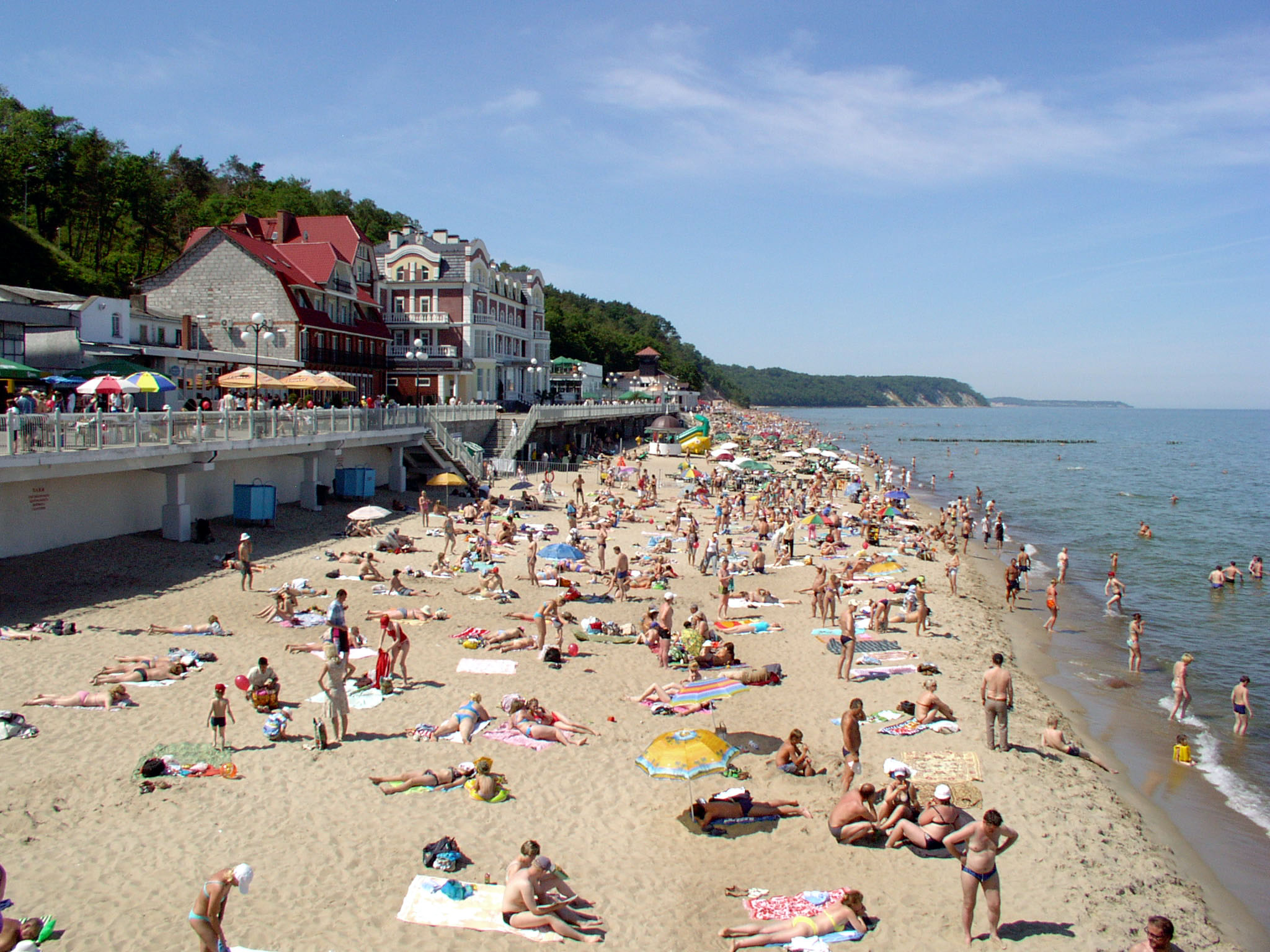
Promenade de Svetlogorsk avec sa plage.
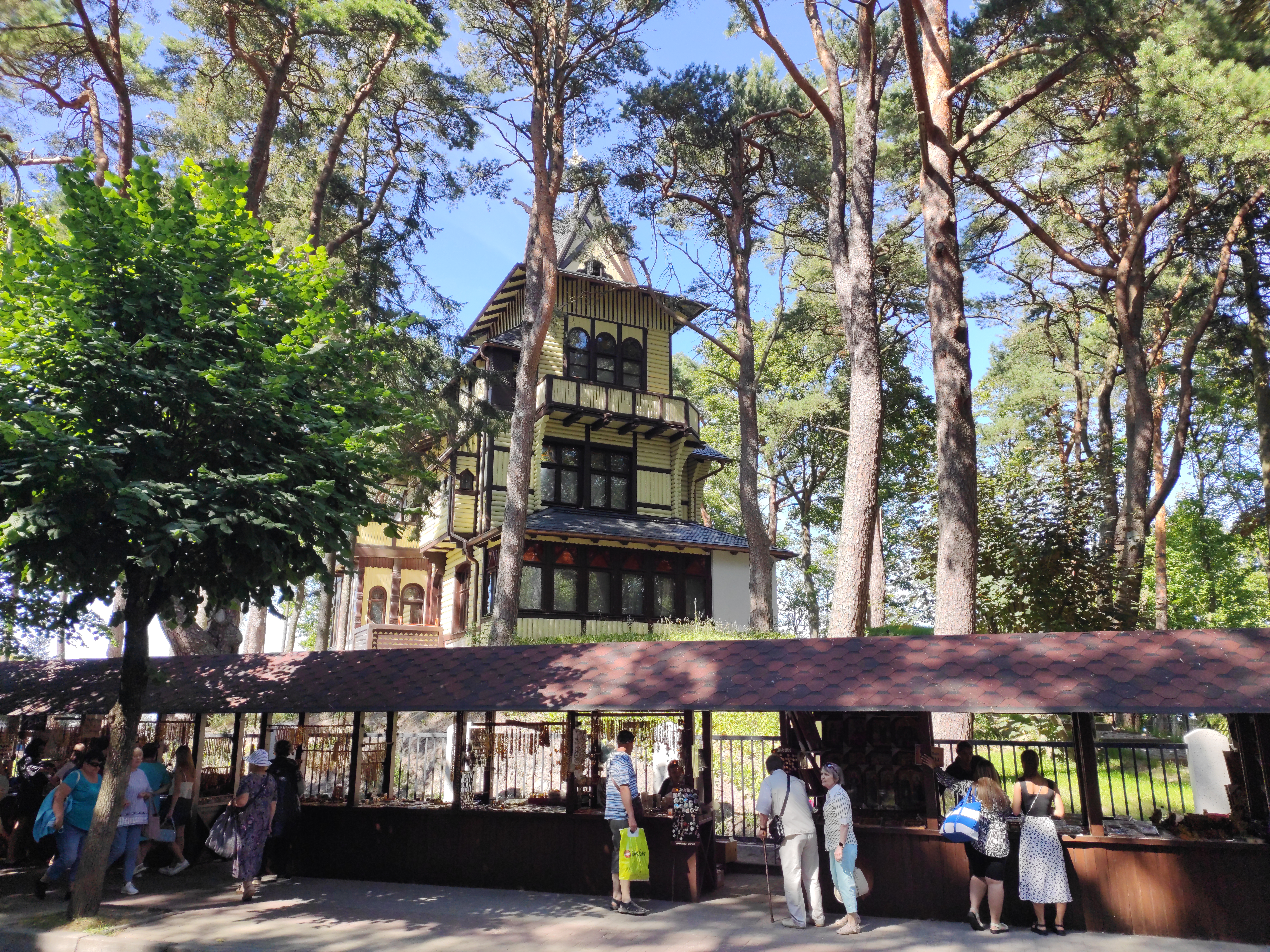
Maison prussienne au no 31 rue Lénine.

## Caractéristiques, intermodalité et tarification
Le téléphérique dispose de deux stations, une en hauteur (« Ville ») située au no 1A, Rue de Moscou, en face de la gare de Svetlogorsk II, et une en contrebas sur la promenade de Svetlogorsk, sur la partie ouest de la plage (« Plage »). La ligne se compose de 19 cabines, avec un poids maximum par cabine de 160 kg. Seulement deux personnes peuvent rentrer et s'asseoir par cabines, et ces cabines sont de couleur jaune, de style rétro.
La ligne mesure 175 mètres entre les deux stations, pour une durée de trajet d'environ 5 minutes, permettant d'admirer le paysage, avec un dénivelé de 30 mètres et 5 pylônes supportant le tout. La vitesse est de 0,6 m/s. La file d'attente peut durer 15 min. 
Concernant la tarification, en 2023, chaque gare dispose d'une billetterie. Le prix d'un billet est de 50 roubles, et le prix réduit est de 20 roubles. Les enfants de moins de 5 ans voyagent gratuitement tandis que le transport de bagages coûte 50 roubles supplémentaire. Il est possible d'acheter un billet valable 30 jours, d'un billet 6 voyages au prix de 250 roubles et d'un billet 10 voyages au prix de 400 roubles.
L'heure ouverture du téléphérique dépend de la saison. Pendant la saison estivale, du 1er mai au 14 octobre, il est ouvert tous les jours de 9 h 0 à 21 h 0, tandis que le reste de l'année, il fonctionne de 10 h 0 à 18 h 0. Depuis l'hiver 2022, il fonctionne tous les jours, alors que pour les années précédentes, il ne fonctionnait pas le lundi et le mardi.
En termes d'intermodalité, elle se situe en face de la gare de Svetlogorsk-II, terminus de train venant de Kaliningrad ou de Zelenogradsk. Il y a des bus régionaux, les no 1, 118 et 126. Des taxis desservent aussi l'endroits.

## Histoire

### Prusse: le funiculaire
Au début du XXe siècle, la ville de Rauschen, en province de Prusse-Orientale dans l'Empire allemand, devient une station balnéaire et ainsi touristique en péninsule de Sambie, attirant les citadins, en particulier les urbains de Königsberg. Le 14 juillet 1900, la gare de Rauschen est ouverte, permettant cet essor, car il faut désormais moins d'une heure pour rejoindre la ville en train, alors que c'était  7 heures en calèche auparavant. Le 6 mai 1906, la gare de Rauschen-Düne, en plein centre-ville est ouverte, juste à côté de la plage, sur la hauteur, permettant un accès encore meilleur. Déjà en 1903, la ville avait accueilli près de 50 000 touristes ou vacanciers,,. 
Afin de faciliter l'accès à la plage, et à cause du flux croissant de touristes, l'idée de construite un transport de la ville à sa plage émergea, et en 1912, la ville construisit un funiculaire qu'elle ouvrit la même année, avec son terminus haut juste en face de la gare de Rauschen-Düne. Funiculaire moderne, la ligne était longue de 90 mètres, équipée d'un moteur électrique, et le véhicule possédait 12 sièges.

### Période russe: le téléphérique
La Seconde Guerre mondiale ne toucha pas la ville, mais à cause de la conférence de Potsdam, la région devint l'oblast de Kaliningrad en Union soviétique au sein de la RSFS de Russie. La ville fut renommée Svetlogorsk, et ainsi son funiculaire.
En 1960, le funiculaire devenant vétuste, il fut mis hors service, et à la place un ascenseur fut lancé la même année. Mais l'ascenseur n'avait pas le même caractère, et c'est ainsi qu'en 1983, le téléphérique de Svetlogorsk fut construit, un peu plus long que l'ancien funiculaire, mais avec toujours la vue impressionnante. 
En 2010, à cause de la détérioration, il fut fermé pour des réparations majeures, qui eurent lieu jusqu'en 2014. L'ouverture eut lieu le 6 juin 2014, jour de la ville et au début de la saison touristique, avec des cabines désormais jaunes, alors qu'elles étaient depuis 1983 bleues.

## Galerie

Le téléphérique de Svetlogorsk :
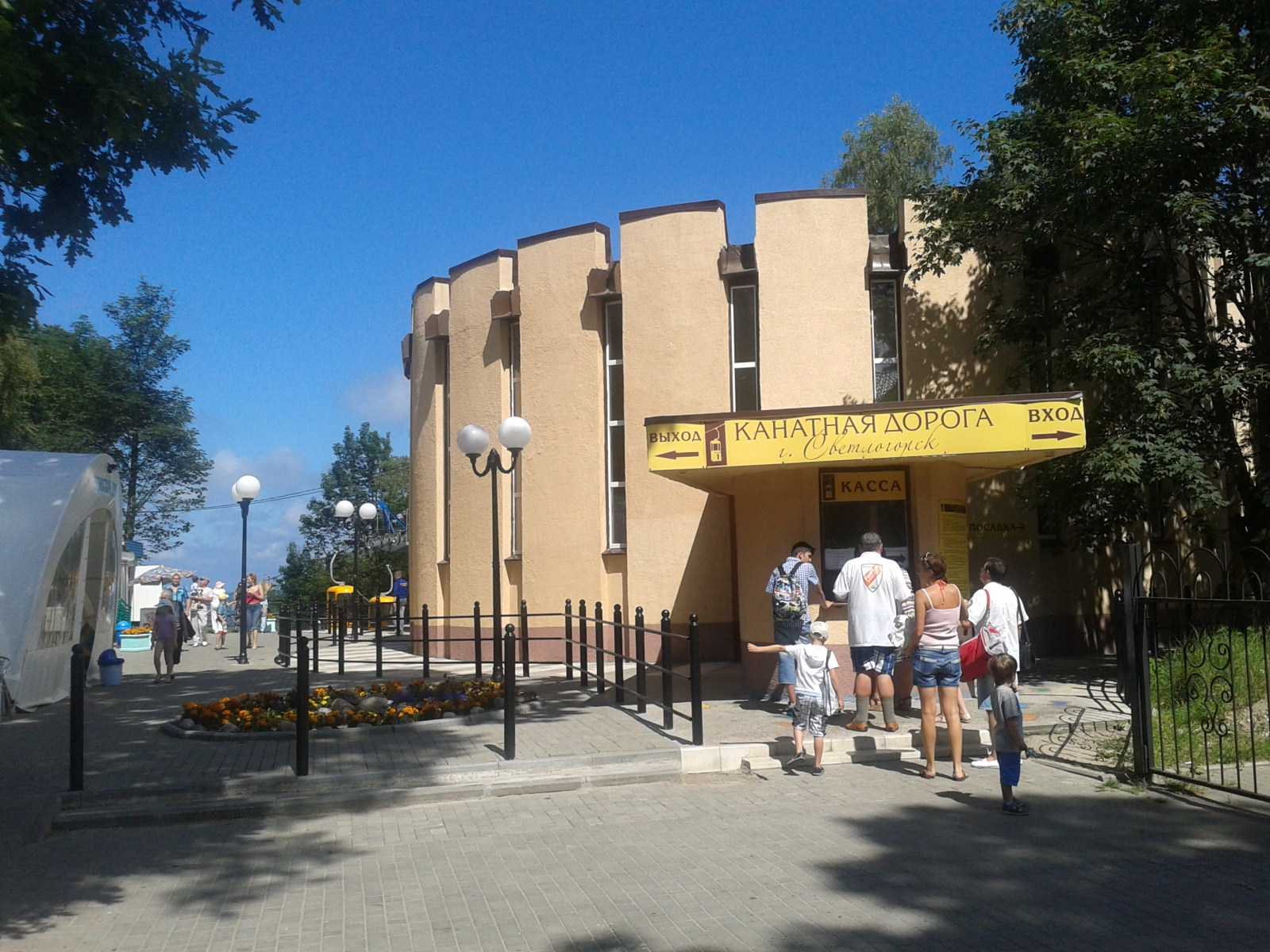
Gare « Ville ».
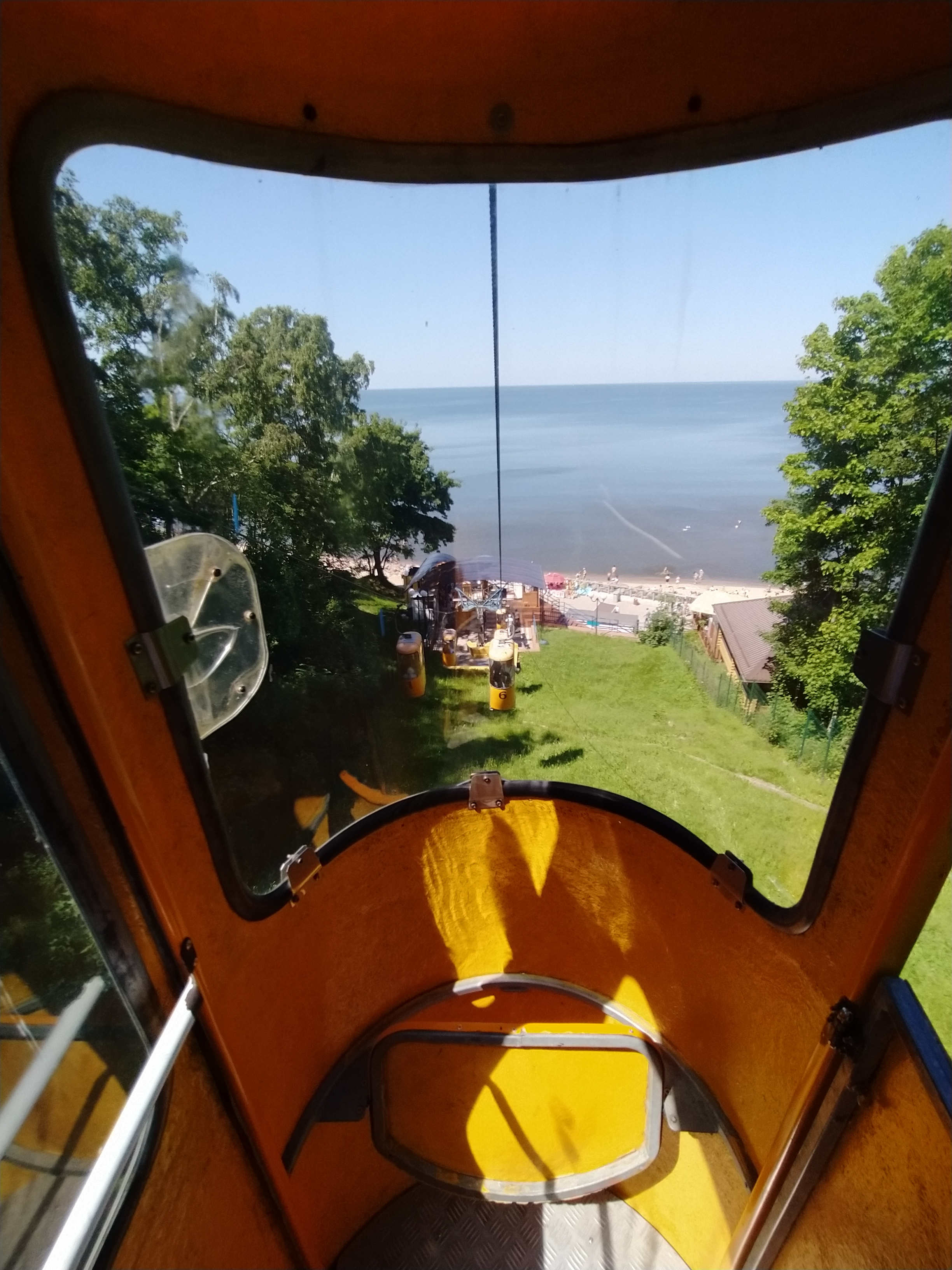
Vue depuis une cabine.
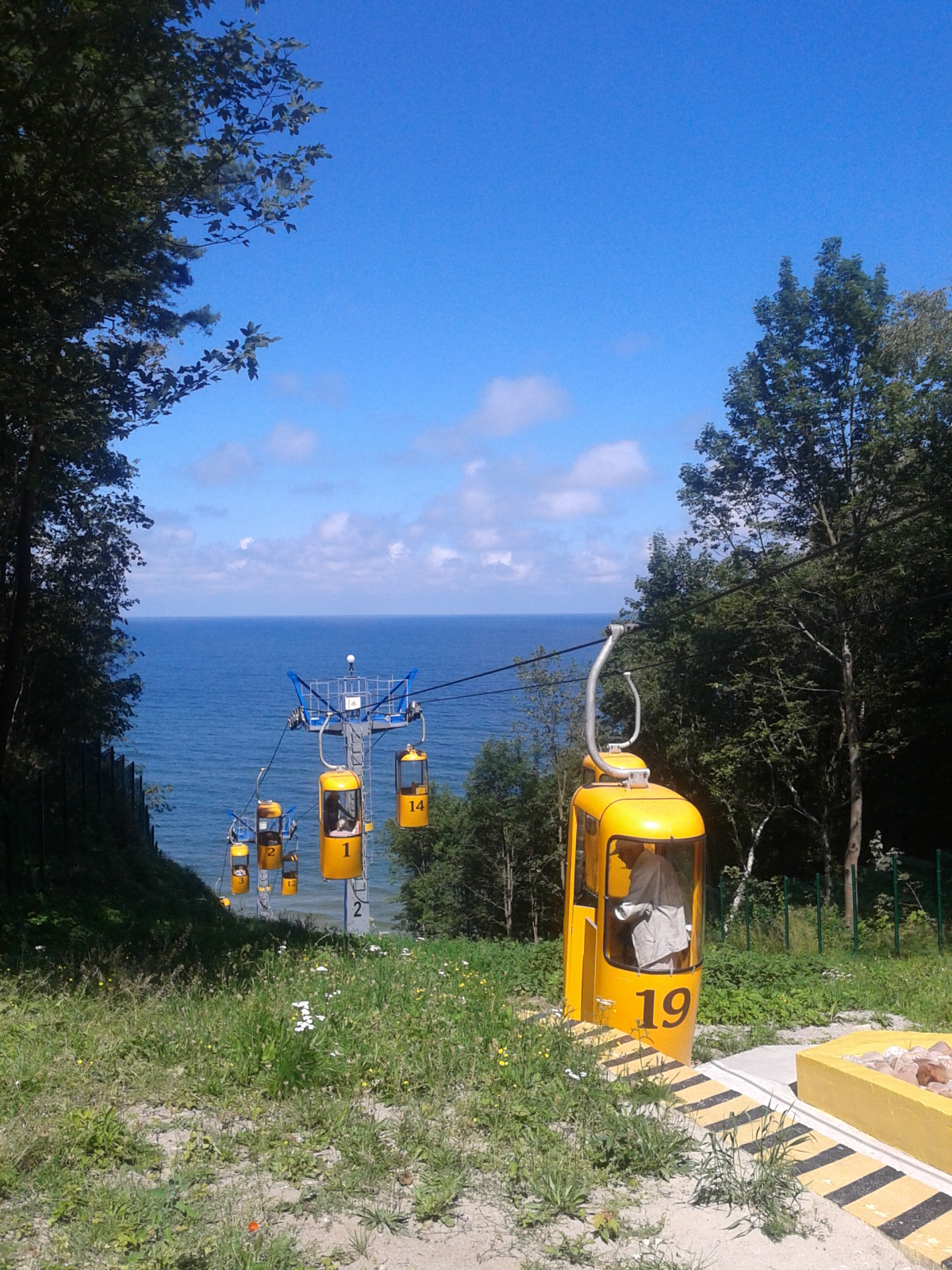
Vue d'en haut.